# 돈 (아일랜드 신화)
돈(아일랜드어: Donn→어두운 존재)은 아일랜드 신화에 등장하는 망자들의 왕이며, 디어머드 우어 두브너의 아버지이다. 디어머드를 낳아놓기만 하고 젊음의 신 앙구스에게 대신 키워 달라고 줘 버렸다. 돈은 갈리아의 디스파테르에 해당하는 사후세계의 신으로 생각되며, 디스파테르는 율리우스 카이사르에 따르면 하데스와 동격이라고 한다.
현대 아일랜드어에서는 "돈"(donn)이라 하면 갈색이라는 뜻이다.

## 같이 보기
- 다누 (아일랜드 신화)
- 돈 (웨일스 신화)

## 참고 자료
- Dictionary of Celtic Myth and Legend. Miranda Green. Thames and Hudson Ltd. London. 1997